# Onychostoma rarum
Onychostoma rarum är en fiskart som först beskrevs av Lin, 1933.  Onychostoma rarum ingår i släktet Onychostoma och familjen karpfiskar. IUCN kategoriserar arten globalt som otillräckligt studerad. Inga underarter finns listade i Catalogue of Life.